# شمرنیک
شمرنیک (به صربی: Čemernik) یک کوه در صربستان است که در تسرنا تراوا واقع شده‌است. شمرنیک ۱٬۶۳۸ متر بالاتر از سطح دریا واقع شده‌است.